# Лёз-ан-Эно
Лёз-ан-Эно́ (фр. Leuze-en-Hainaut, валлон. Leuze-e-Hinnot, пикард. Leuze-in-Hénau) — коммуна в Валлонии, расположенная в провинции Эно, округ Турне. Принадлежит Французскому языковому сообществу Бельгии. На площади 73,53 км² проживают 13 223 человека (плотность населения — 180 чел./км²), из которых 48,97 % — мужчины и 51,03 % — женщины. Средний годовой доход на душу населения в 2003 году составлял 11 119 евро.
Почтовый код: 7900—7906. Телефонный код: 069.